# Oosterzee
Oosterzee (Fries: Eastersee, [jɛstr’se:]; Stellingwerfs: Oosterzee) is een dorp in de gemeente De Friese Meren, in de Nederlandse provincie Friesland. Oosterzee ligt ten noordoosten van Lemmer aan het grootste meer van Friesland, het Tjeukemeer. De plaats bestaat uit twee delen; Oosterzee-Buren en Oosterzee-Gietersebrug (naar de Gietersen die hier kwamen wonen).
Oosterzee telde in 2023 910 inwoners.  Tot 1 januari 2014 behoorde Oosterzee tot de gemeente Lemsterland.

## Oosterzee-Buren
Oosterzee-Buren (Fries: Eastersee-Buorren) is het oudst. Plaatselijk De Buorren ("het dorp") genoemd. In Oosterzee-Buren stond vanaf 1200 een kerk. De plaats werd vanaf de 13 eeuw vermeld als Osterse, Oesterze, Oisterzee, Oesterzee en Aestersee. De plaatsnaam verwijst naar het Tjeukemeer. Het element 'zee' stamt dan af van het Germaanse woord voor een meer. 
Willem I van Holland had volgens de overlevering een slot in Oosterzee. De plaats was vroeger de hoofdplaats van de grietenij Lemsterland en de woonplaats van de grietman. Het voormalige rechthuis van de grietenij, De Beverkooy, staat op de hoek van de Buren en de Molenweg. In het dorp bevindt zich een monument voor de stins Roordastate die hier vanaf 1651 heeft gestaan. De neoclassicistische kerk uit 1860 heeft een klok uit 1498, gegoten door de klokkengieter Geert van Wou.

## Oosterzee-Gietersebrug
Oosterzee-Gietersebrug (Fries: Eastersee-Giterskebrêge) ligt ten oosten van Oosterzee-Buren, plaatselijk Gietersebrug (Fries: Giterskebrêge) genoemd. Deze plaats is ontstaan bij de brug over de Gietersevaart toen Gietersen uit Giethoorn zich hier vestigden. Tussen 1750 en 1825 werd er op grote schaal turf gewonnen in de laagvenen ten zuiden van Oosterzee. Naar de Gietersen zijn de Gietersevaart en Gietersebrug vernoemd.

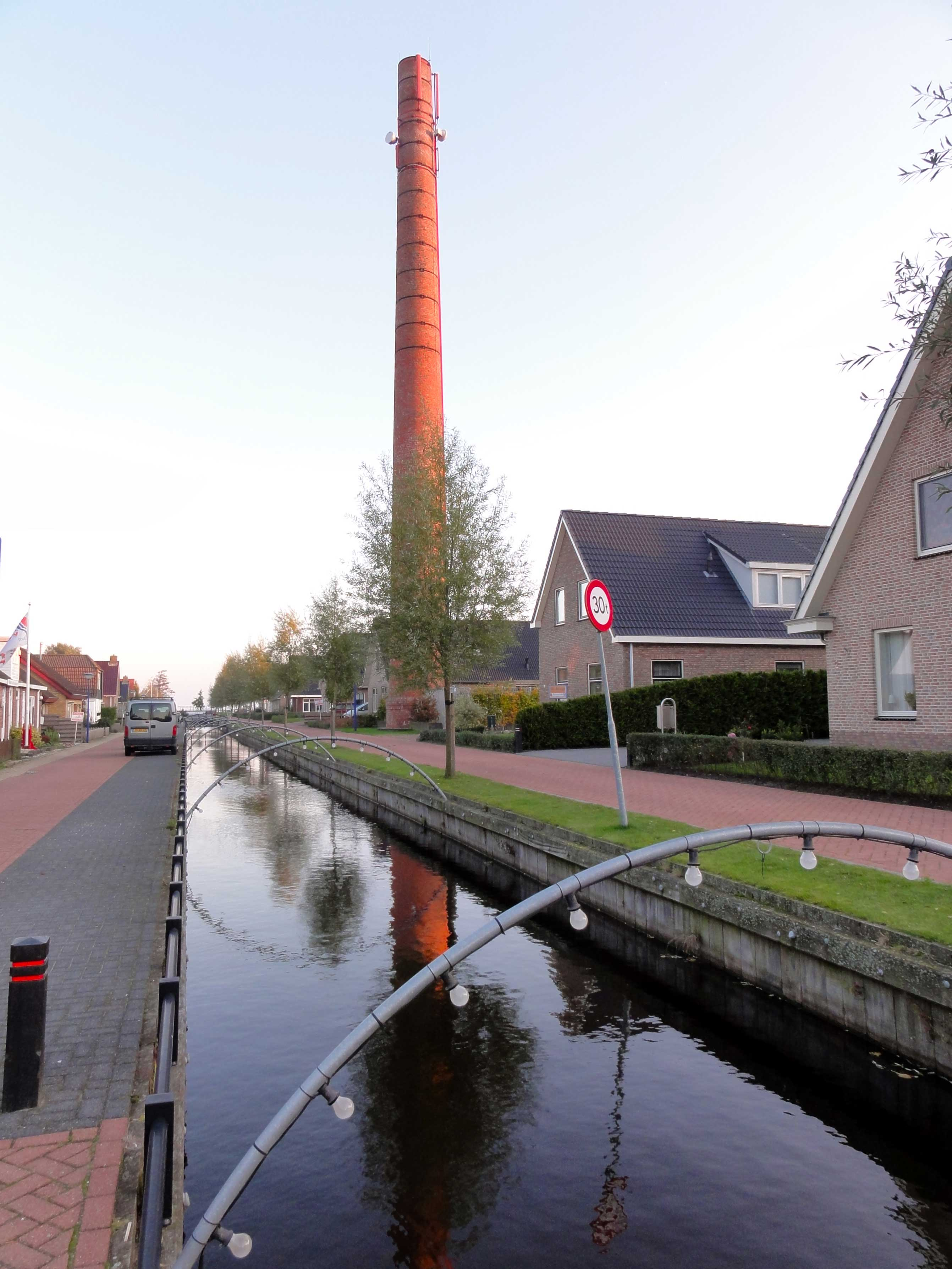
Schoorsteen van de voormalige zuivelfabriek Oosterzee-Gietersebrug

In 1891 werd in Gietersebrug de Particuliere Stoomzuivelfabriek Lemsterland gebouwd en deze fabriek zorgde tot in de jaren zestig van de 20e eeuw voor veel werkgelegenheid. In 1946 vestigden de gebroeders De Haan een onderneming in Oosterzee-Gietersebrug die landbouwvoertuigen maakte. Deze firma groeide uit tot een bedrijf met bijna 55 arbeidsplaatsen in 1975. Door deze bedrijvigheid was er relatief veel werkgelegenheid en werd een kleine nieuwbouwwoonwijk aan het dorp toegevoegd. Tussen 1958 en 1999 daalde het totale aantal inwoners van Oosterzee echter van ongeveer 1000 naar 800. Het landbouwvoertuigenbedrijf werd een klein metaalbedrijf en de zuivelfabriek verdween begin jaren 1990 uit het dorp.
Eind 2006 werden de eerste woonhuizen van een kleine nieuwbouwwijk op het terrein van de voormalige zuivelfabriek in Oosterzee-Gietersebrug opgeleverd, hierdoor steeg het aantal inwoners weer tot 900. In 2008 werd een supermarkt geopend. Aan het einde van de Zuivelweg (voormalig zuivelterrein) werd een nieuwe haven aangelegd. Vanuit Oosterzee kan nu watersport beoefend worden. Het dorp beschikt verder over een watersportcentrum en een camping direct aan het Tjeukemeer.

### Tjeukemeervestiging van hetLimnologischInstituut (KNAW)
In 1966 werd in het Tjeukemeer onderzoek gedaan in het kader van een internationaal onderzoeksproject, het International Biological Program. De onderzoekers vonden eerst onderdak in een woonark in het haventje van Oosterzee en in een leegstaand schoolgebouw even buiten Gietersebrug. In 1976 betrokken zij een nieuw gebouw aan de rand van het meer.
In 1991 werd de vestiging opgeheven en verhuisden de onderzoekers naar de hoofdvestiging in Nieuwersluis (de Vijverhof), die in 1992 fuseerde met andere biologische instituten van de KNAW tot Nederlands Instituut voor Ecologie. Het onderzoek leverde honderden wetenschappelijke publicaties op over biochemisch en ecologisch onderzoek in het Tjeukemeer en andere Friese meren. In het laboratorium werd na 1992 het "watersportcentrum Tjeukemeer" gevestigd.

## Sport
In 1966 werd de voetbalvereniging  vv Eastersé opgericht. Tien jaar later is deze gefuseerd met de club uit Bantega en zo ontstond VV EBC.

## Onderwijs
Er is een basisschool, C.B.S. Eben Haëzer.

## Openbaar vervoer
- Lijn 48: Heerenveen - Rottum - Sintjohannesga - Rotsterhaule - Rohel - Delfstrahuizen - Echtenerbrug - Echten - Oosterzee - Lemmer

## Geboren in Oosterzee
- 1891: Rinke Tolman, veldbioloog en schrijver (overleden 1983)
- 1912: Jalke Klijnsma, burgemeester (overleden 1984)